# Titularbistum Petra in Aegypto
Petra in Aegypto (ital.: Petra di Egitto) ist ein Titularbistum 
der römisch-katholischen Kirche.
Es geht zurück auf ein ehemaliges Bistum in der römischen Provinz Aegyptus bzw. Aegyptus Iovia im westlichen Nildelta, das der Kirchenprovinz Alexandria angehörte.
| Titularbischöfe von Petra in Aegypto |                                 |                                             |               |                    |
| Nr.                                  | Name                            | Amt                                         | von           | bis                |
| 1                                    | Pietro de Villanova Castellacci |                                             | 26. März 1855 | 17. September 1881 |
| 2                                    | Girolamo Maria Gotti OCD        | Apostolischer Internuntius Kurienerzbischof | 22. März 1892 | 19. März 1916      |